# Ворку, Менгисту
Менгисту Ворку (1940 — 16 декабря 2010) — эфиопский футболист, нападающий, тренер.

## Карьера
Всю карьеру нападающий провёл в футбольном клубе «Сент-Джордж».

## Сборная Эфиопии
В 1959 году нападающий провёл первый матч за сборную Эфиопии против Египта на Кубке африканских наций. В 1962 году нападающий забил по мячу в ворота Туниса и Египта и помог сборной Эфиопии выиграть кубок африканских наций 1962 года. Футболист принимал участие в турнирах 1963 и 1968 гг. , но Эфиопия успехов там не добилась.
В 1980—1982 и 1987 годах тренировал сборную Эфиопии. Победитель Кубка КЕСАФА 1987 года (первый в истории титул Эфиопии на этом турнире).

## Достижения
- Чемпион Эфиопии: 1966 , 1967 , 1968
- Обладатель Кубка африканских наций: 1962